# 兴化客运总站
兴化客运总站位于江苏省兴化市新区五里东路与 231省道（兴泰公路）交汇处，于2013年11月28日投入使用，是2011年兴化市委市政府为民实事项目。
新客运站占地227亩，总投资约1.2亿元，建筑面积2.1万平方米，设售票窗口11个，检票口17个，发车位23个，停车位486个，设计日发送旅客4万人次。
目前客运总站集长途、短途（兴化城乡公交）功能为一体，待位于城北关门城的兴化农公北站建成后短途（兴化城乡公交）将迁出，只提供长途客运服务。

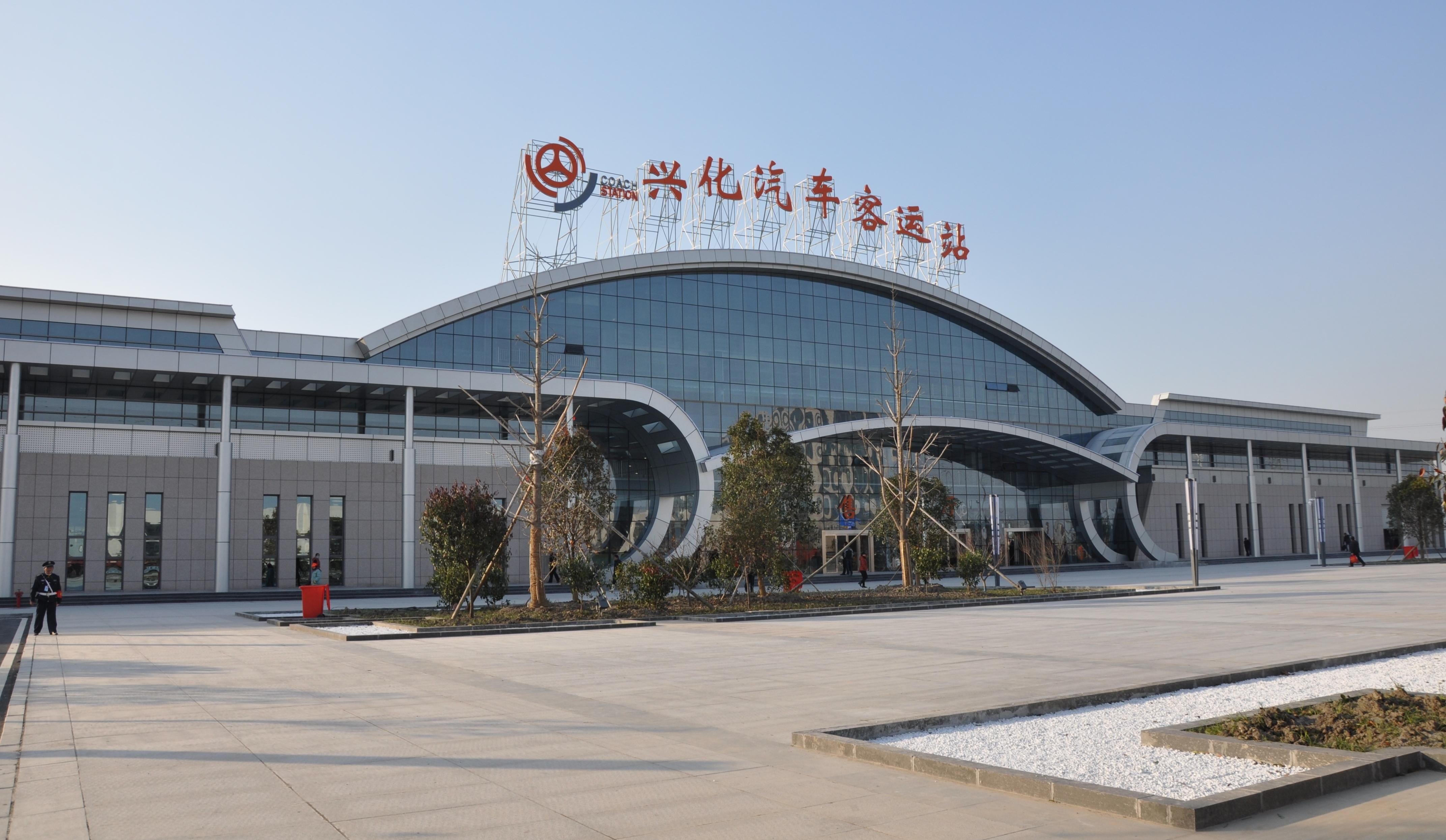
兴化客运总站（广场）
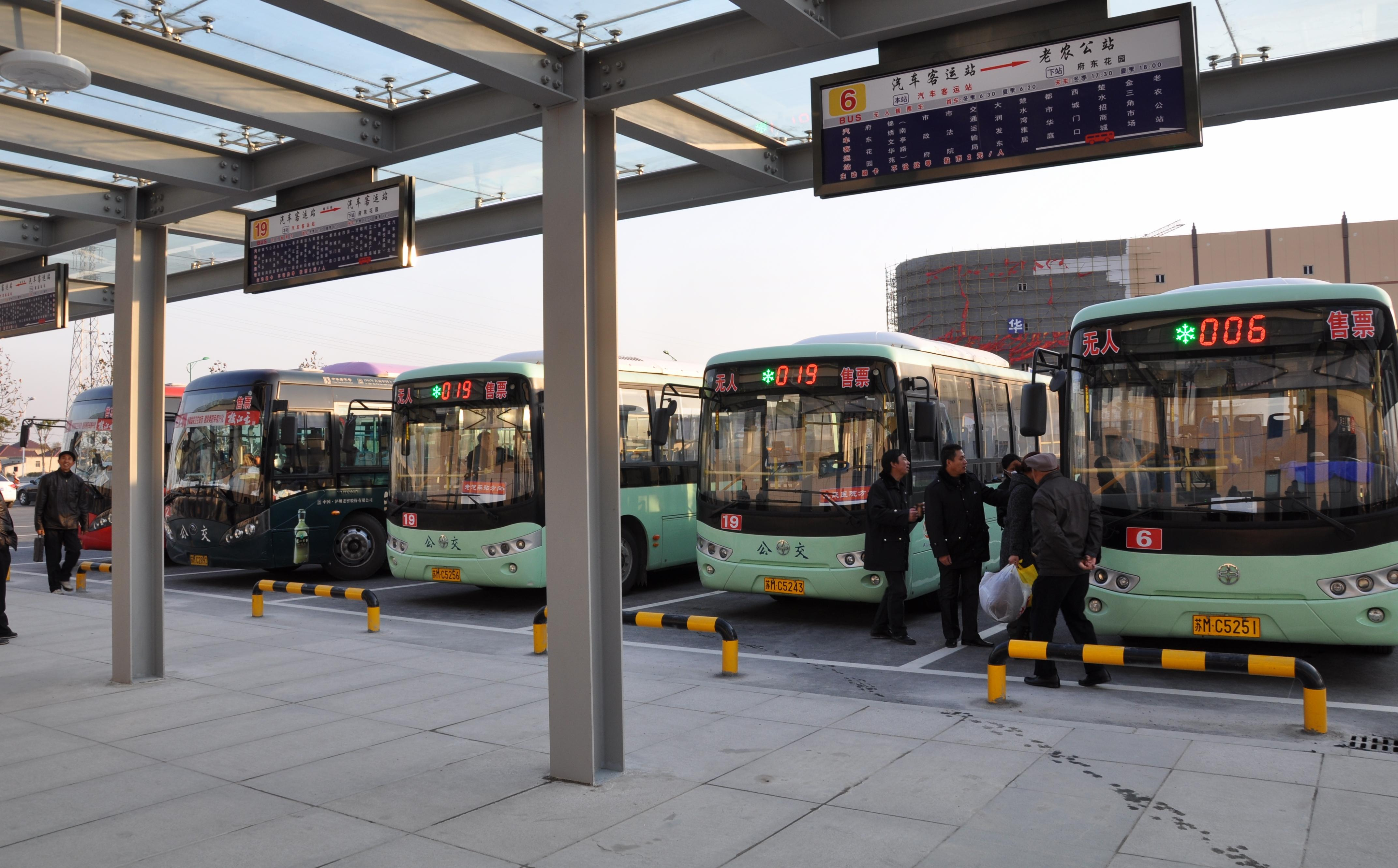
兴化客运总站（公交换乘站）
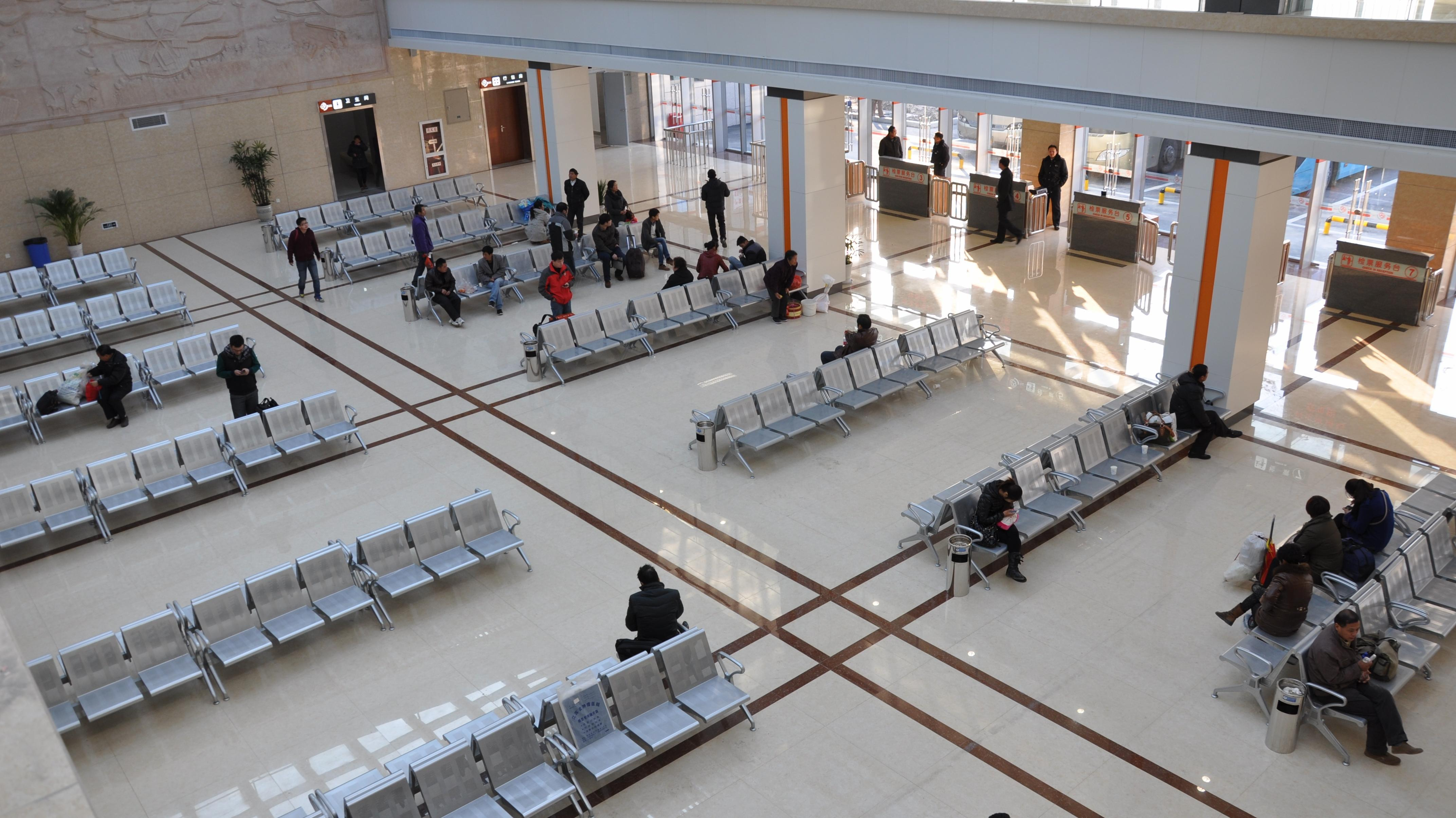
兴化客运总站（候车大厅）
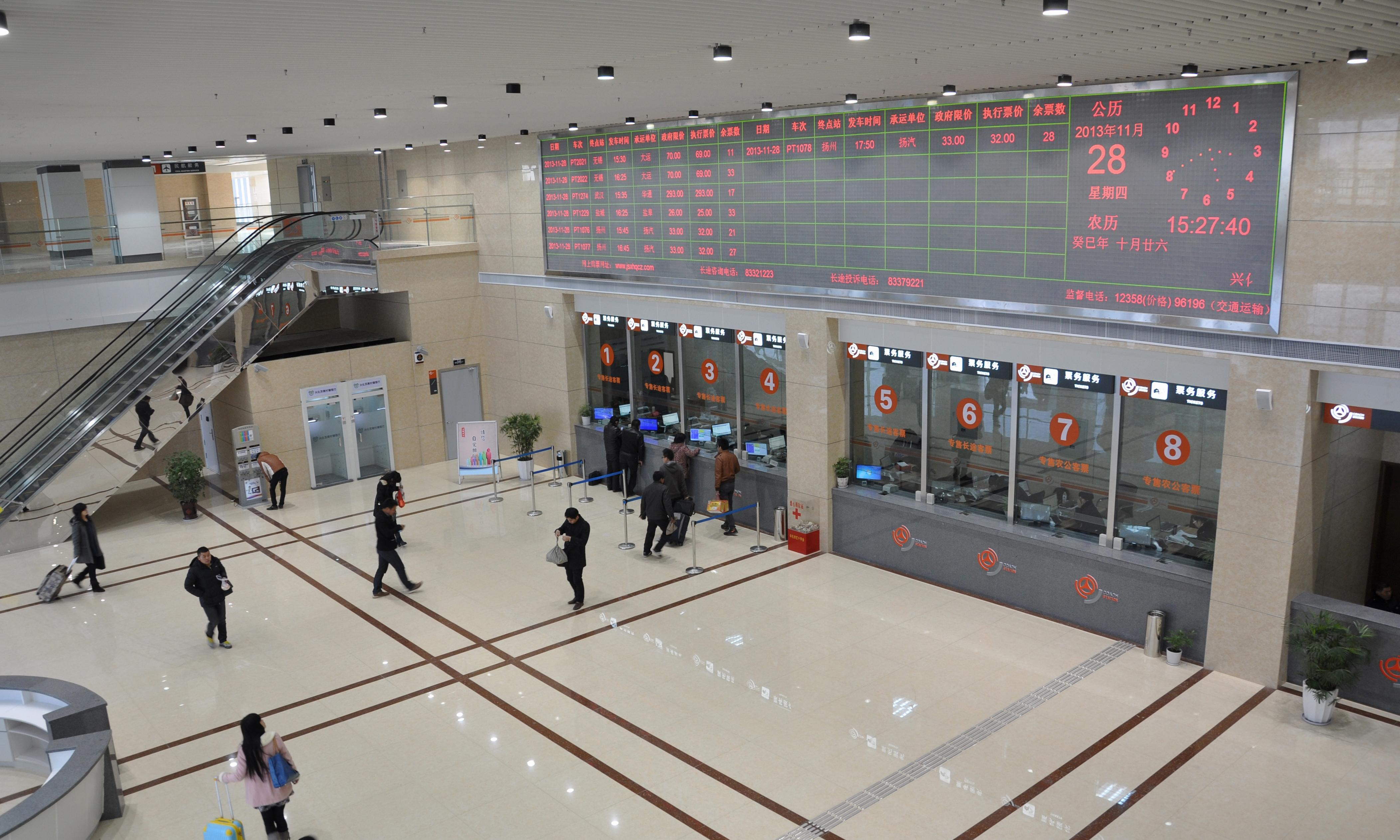
兴化客运总站（售票大厅）
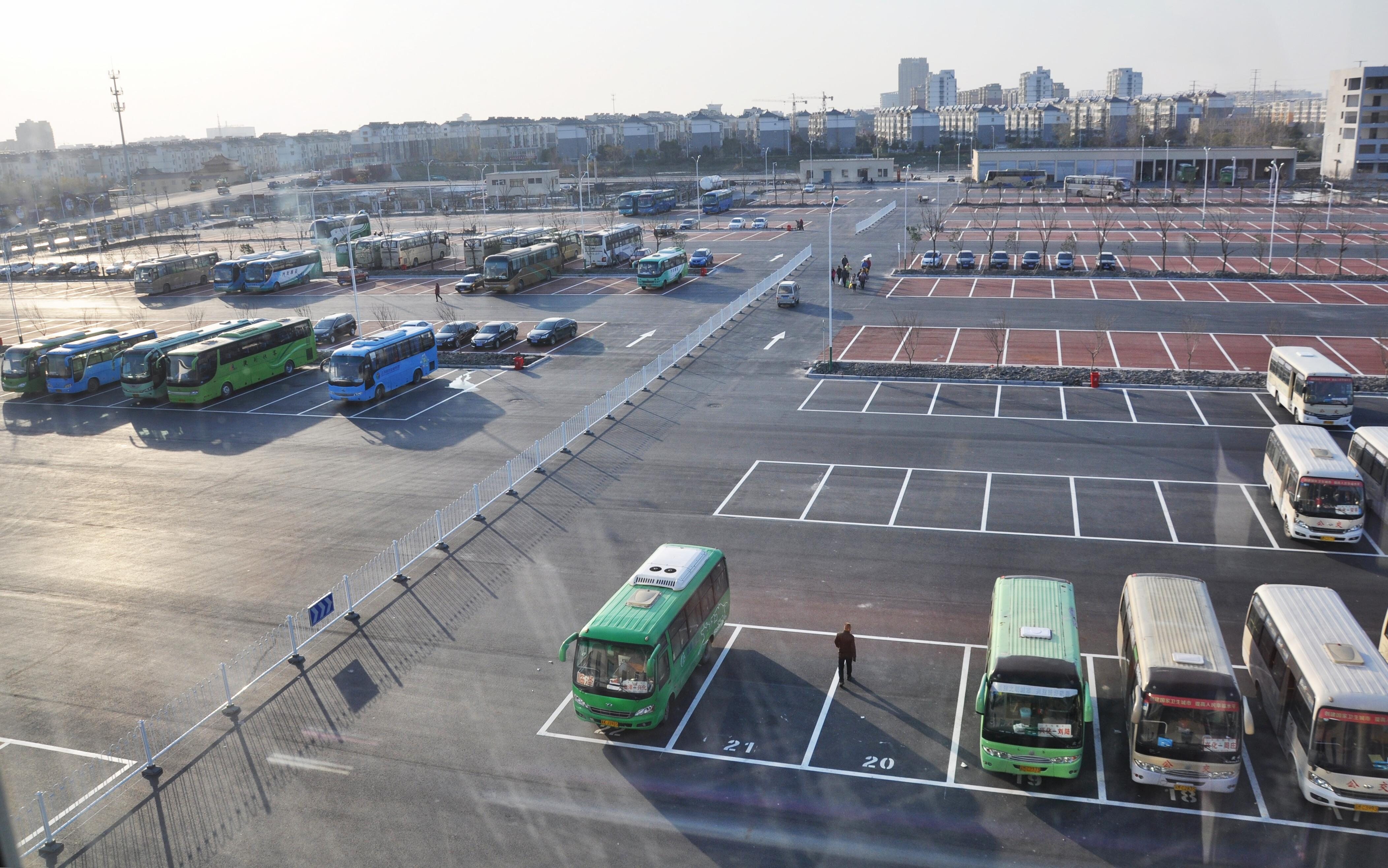
兴化客运总站（停车场）